# Herbes de Provence
Herbes de Provence (dansk: provencalske krydderurter) er en krydderiblanding af tørrede krydderurter, der er karakteristiske for Provence-regionen i Sydfrankrig. Blandingen er kendt for sin aromatiske duft og bruges i en lang række retter fra det franske køkken samt middelhavskøkkenet generelt.

Ifølge det franske kvalitetsmærke Label Rouge skal en Herbes de Provence-blanding bestå af:
- 19% timian
- 27% rosmarin
- 27% sar
- 27% oregano